# سان‌مو، چیبا
سان‌مو، چیبا از شهرهای استان چیبا ژاپن است که جمعیت آن در ۱ ژانویه ۲۰۰۸۵۷٬۸۰۶ نفر بوده‌است.

## نگارخانه

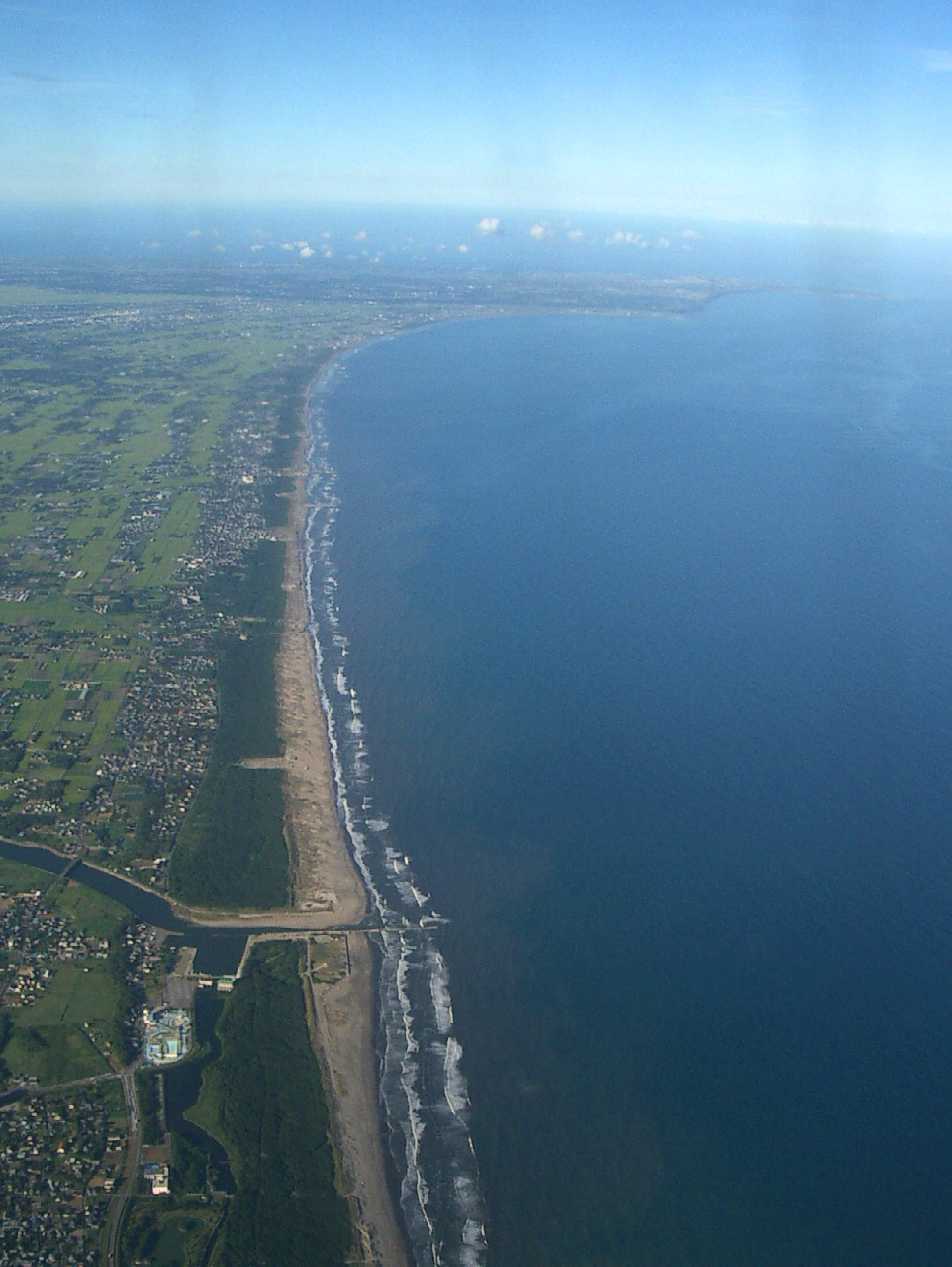
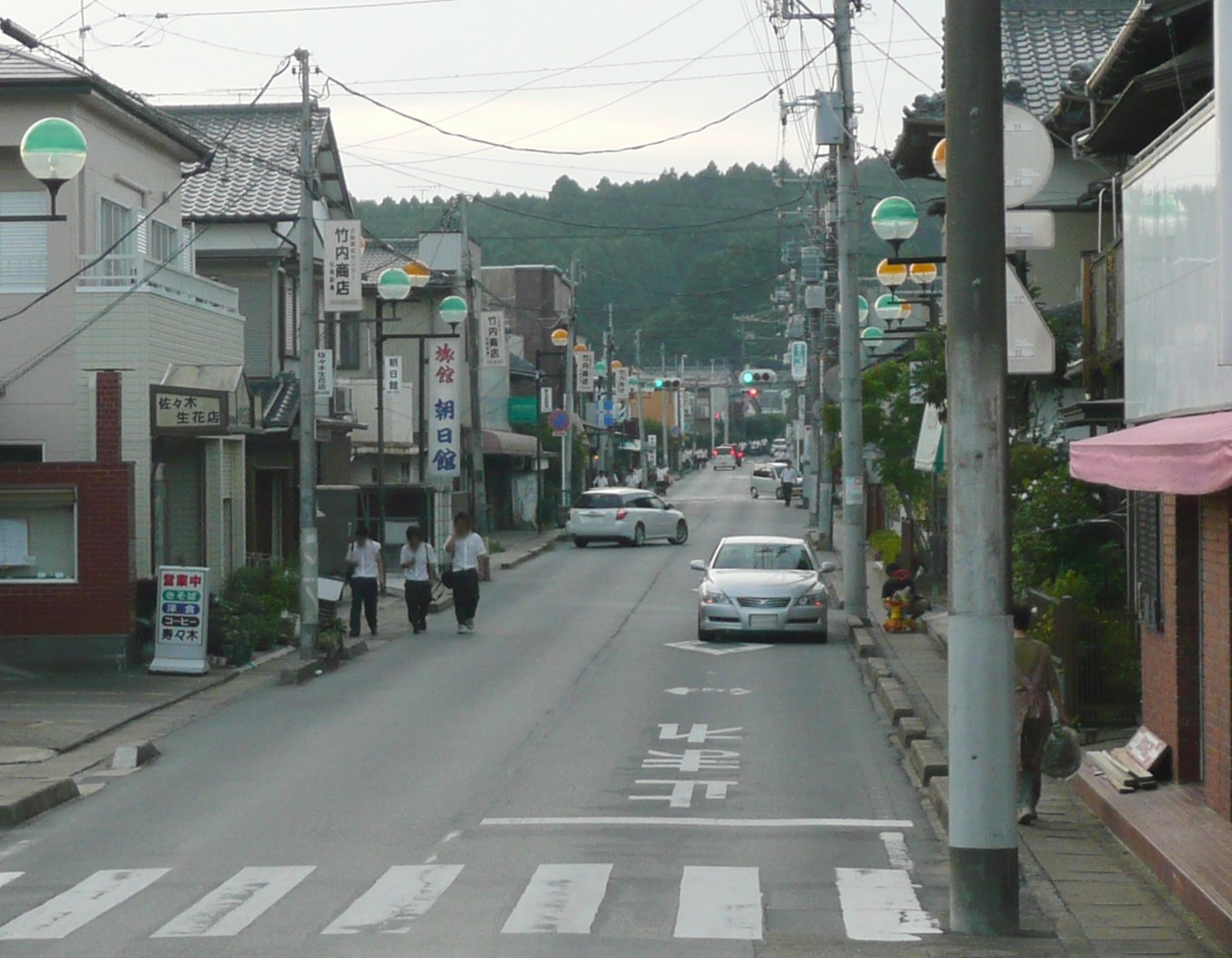
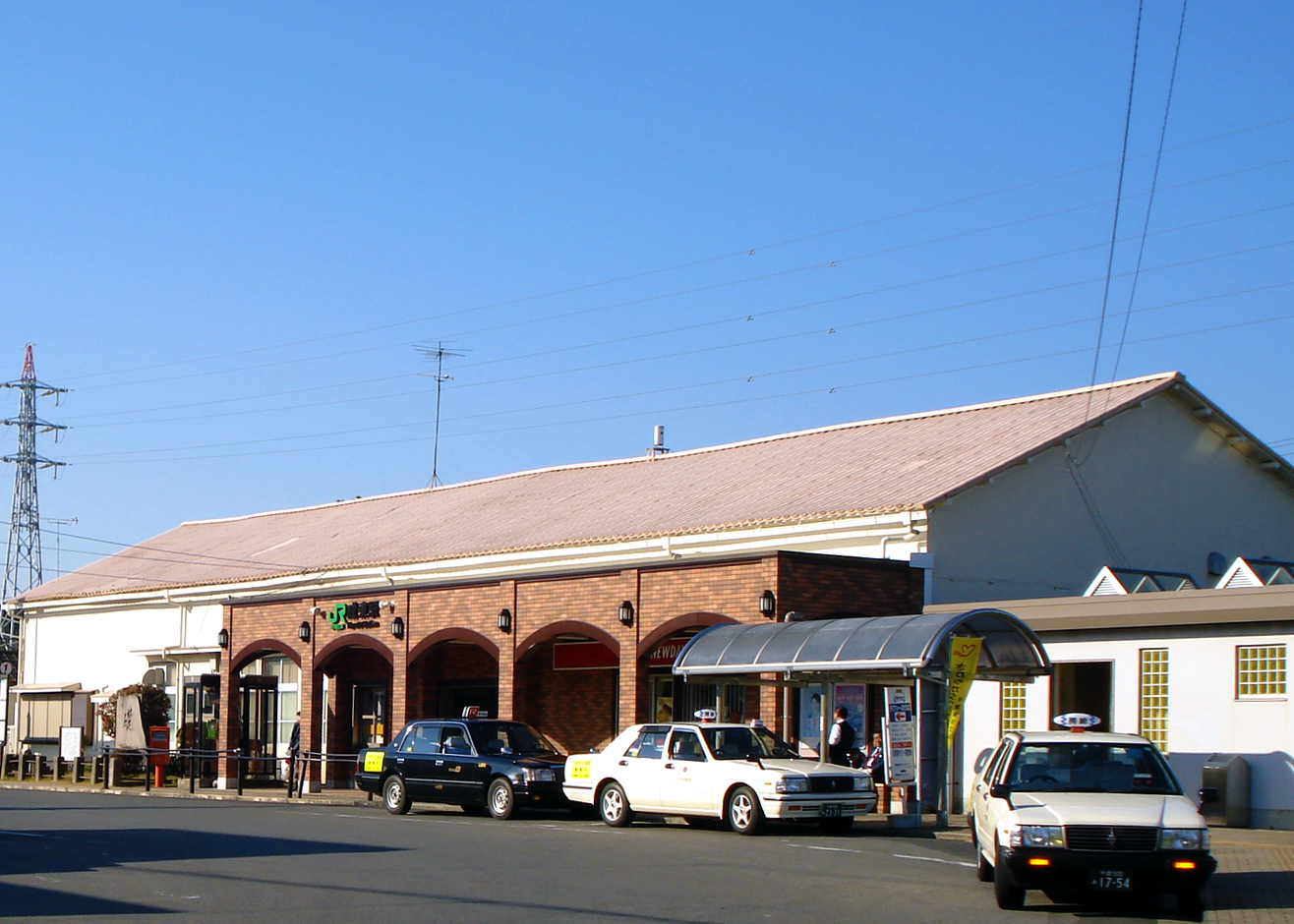
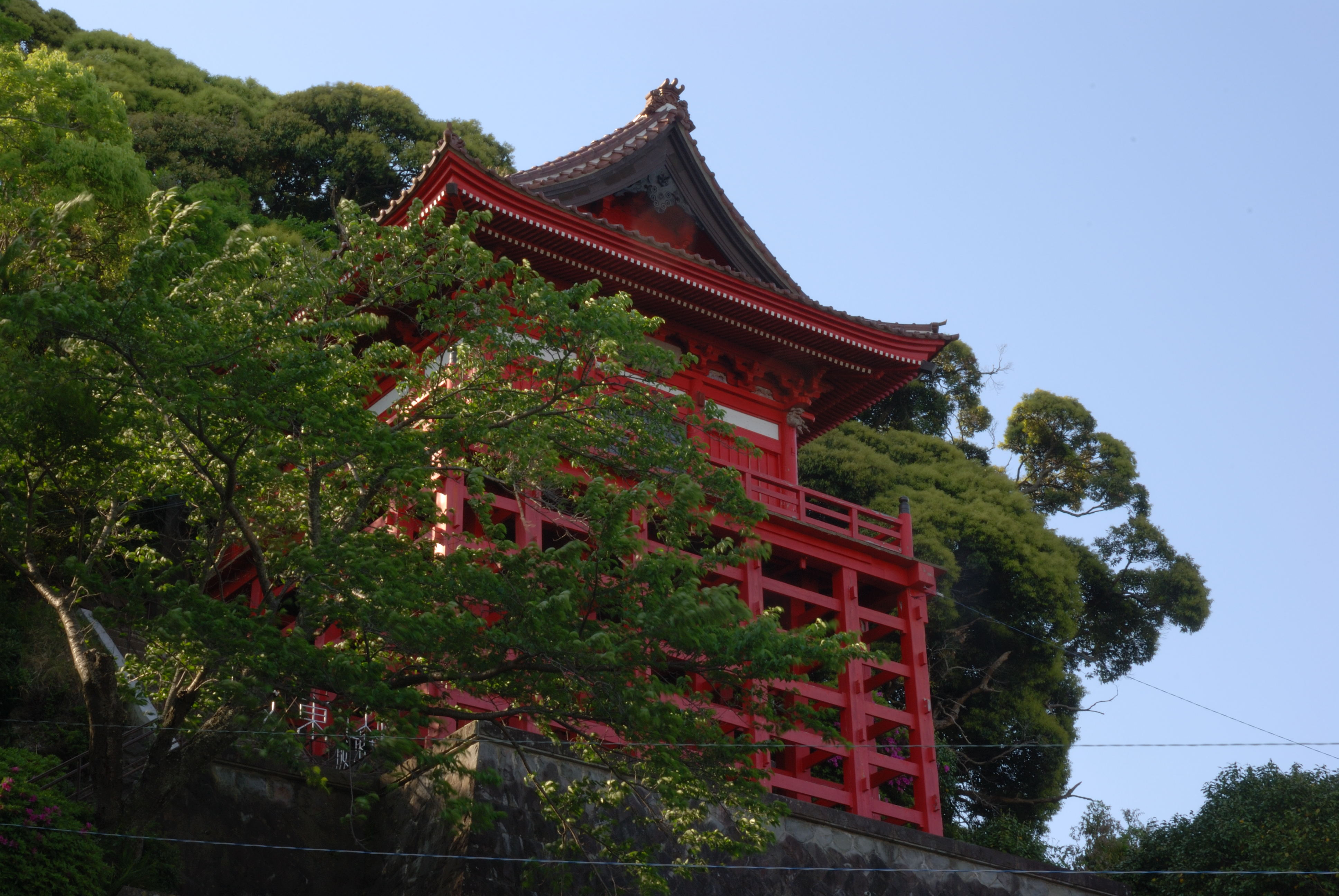
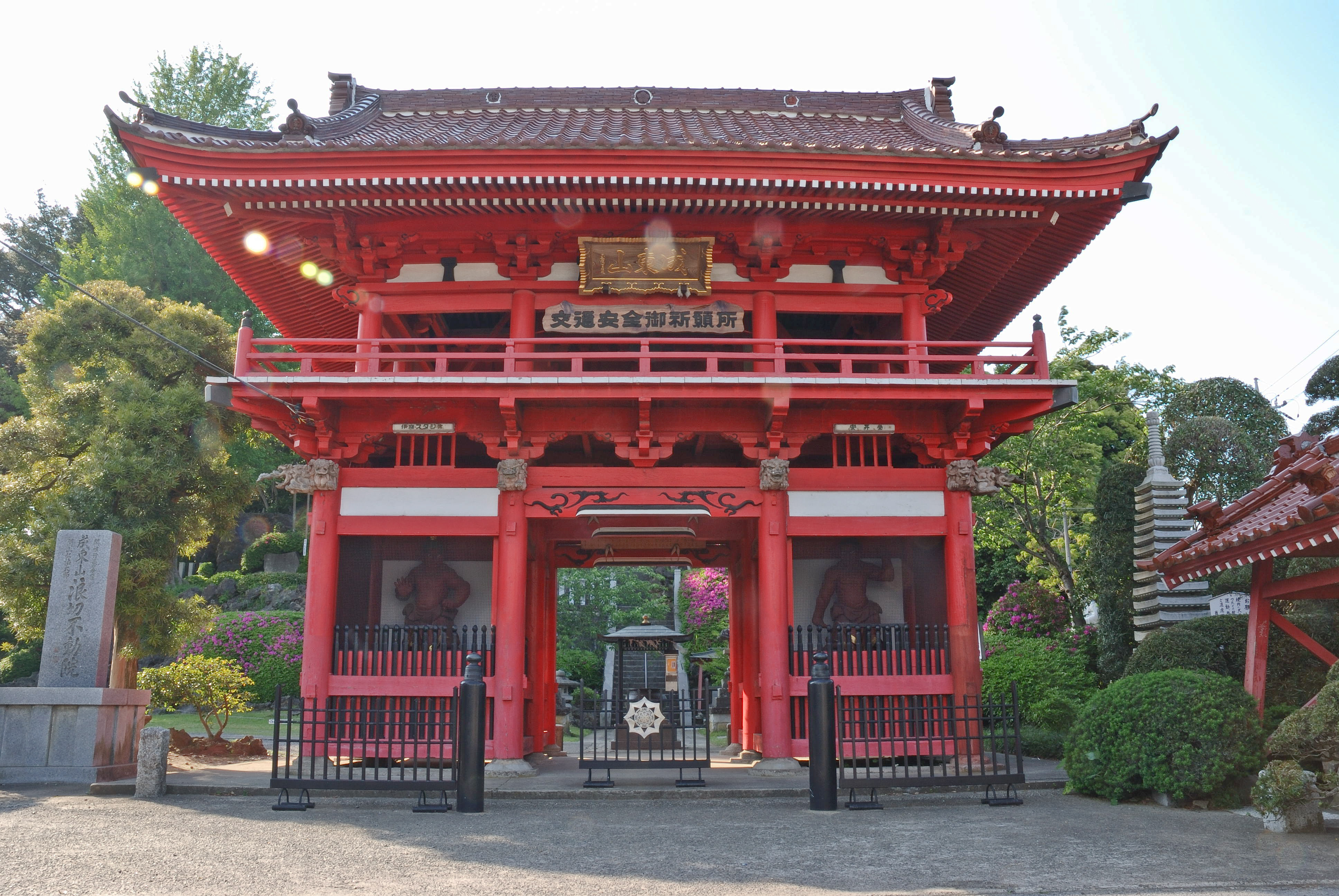